# Vaiges
Vaisges là một xã thuộc tỉnh Mayenne trong vùng Pays de la Loire tây bắc nước Pháp. Xã này nằm ở khu vực có độ cao trung bình 91 mét trên mực nước biển.
Sông Vaige tạo thành một phần ranh giới phía bắc thị trấn, sau đó chảy từ bắc đến nam trước khi tạo thành ranh giới tây nam của xã.